# Fritz Winckel
Fritz Wilhelm Winckel (* 20. Juni 1907 in Bregenz; † 13. August 2000 in Goslar) war ein österreichisch-deutscher Akustiker und einer der Pioniere der elektronischen Musik.
Winckel studierte von 1927 bis 1932 an der Technischen Hochschule zu Berlin Fernmeldetechnik und Akustik. Er arbeitete zunächst auf dem Gebiet der Fernsehtechnik. Nach 1932 entwickelte er mit Walther Nernst den Neo-Bechstein-Flügel, ein elektro-mechanisches Musikinstrument. Von 1937 bis 1945 arbeitete er für das Siemens-Luftfahrtgerätewerk.
Nach 1945 studierte er bei István Szabó Physik und arbeitete auf dem Gebiet der experimentellen Stimm- und Sprachforschung, wobei er sich besonders für die Analyse der menschlichen Gesangsstimme interessierte. 1951 erschien seine Habilitationsschrift über Akustische Strukturanalysen von Sprache und Musik. Seit 1954 betreute er den auf sein Betreiben entstandenen und in Zusammenarbeit zwischen Technischer Universität und der Hochschule für Musik Berlin realisierten Studiengang für Diplom-Tonmeister. Ende der 1950er Jahre gehörte er neben Boris Blacher, Rüdiger Rüfer und Manfred Krause zu den Begründern des Arbeitskreises für Elektronische Musik, der im 1953 von ihm begründeten Studio für elektronische Musik der Technischen Universität angesiedelt war. Hier wurde auch das von Karlheinz Stockhausen für die Weltausstellung in Osaka 1969–70 konzipierte Kugel-Auditorium entwickelt.

## Schriften
- Das Radio-Klavier von Bechstein-Siemens-Nernst. In: Die Umschau. 35, 1931, S. 840–843.
- Otto Möckel, Fritz Winckel: Die Kunst des Geigenbaus. 2. Auflage 1954. 8. Auflage Voigt, Hamburg 1977, ISBN 3-582-00100-8. Spätere Auflagen unter Otto Möckel: Geigenbaukunst.
- Boris Blacher, H.-H. Dräger, Fritz Winckel: Klangstruktur der Musik: Neue Erkenntnisse musikelektronischer Forschung. Vortragsreihe „Musik u. Technik“ des Ausseninstitutes der Technischen Universität Berlin-Charlottenburg mit Vorträgen von Boris Blacher, H.-H. Dräger [u. a.]. Im Auftr. d. Ausseninstitutes der Technischen Universität zsgest. u. bearb. von F. Winckel. Verl. f. Radio-Foto-Kinotechnik, Berlin-Borsigwalde 1955.
- (als Hrsg.): Impulstechnik. Vortragsreihe des Ausseninstituts der Technischen Universität Berlin-Charlottenburg in Verbindung mit dem Elektrotechnischen Verein Berlin e. V. Springer, Berlin 1956.
- Die Akustik der Geige. B. F. Voigt, Berlin-Steglitz 1957.
- Die naturwissenschaftlichen Grundlagen der musikalischen Lautrezeption, in: Acta musicologica Vol. XXXI, Fsc. III-IV, Bärenreiter, Basel 1959.
- Phänomene des musikalischen Hörens. Ästhet.-naturwissenschaftl. Betrachtungen. Hinweise zur Aufführungspraxis in Konzert u. Rundfunk. Hesse, Berlin/Wunsiedel 1960.
- Experimentelle Musik. Mann , Berlin 1970.
- Music, sound and sensation: A modern exposition. Übersetzung von Thomas Binkley. Dover, New York 1987.